# 佐洛奇夫城堡
佐洛奇夫城堡（烏克蘭語：Золочівський замок）位於烏克蘭西部利沃夫州佐洛奇夫，建於15世紀，原為波蘭索別斯基家族的住所。城堡經受住了幾次不成功的韃靼人襲擊，甚至在1672年被土耳其軍隊佔領和破壞。然而，不過在國王約翰·索別斯基 (John Sobieski)統治時期，城堡很快獲得修復。後來，在當代東方時尚的影響下，瑪麗亞·卡西米爾王后發起，建造了一座優雅的中國宮殿。
1985年以來，該建築群一直由利沃夫國家美術館監督並正在修復中。最近，它開始向遊客開放。展品包括超過25件歐洲盾徽、和13世紀王冠的複製品。